# Centrum Kongresów i Rekreacji Orle Gniazdo
Centrum Kongresów i Rekreacji Orle Gniazdo (również: CKiR Orle Gniazdo i Orle Gniazdo) – największy obiekt wielofunkcyjny (obiekt jednocześnie spełniający funkcje konferencyjne, noclegowe, gastronomiczne i rekreacyjne) w Szczyrku i w Beskidzie Śląskim oraz jednocześnie jeden z największych w Polsce.

## Historia obiektu
Projekt architektoniczny Orlego Gniazda autorstwa Jerzego Winnickiego, w początkowej fazie, przewidywał realizację trzech osobnych obiektów, z których każdy miał należeć do konkretnego inwestora: Huty Katowice, Huty Kościuszko w Chorzowie i Przedsiębiorstwa Sprzętowo-Transportowego Budownictwa Elektrowni i Przemysłu Transprzęt w Tychach. Ostatecznie jednak, na mocy trójstronnego porozumienia, zdecydowano się na realizację jednej, wspólnej inwestycji, w której każdy z inwestorów zobowiązany był do wniesienia wkładu finansowego i nakładów rzeczowych proporcjonalnie do uzyskiwanej liczby miejsc wczasowych w obiekcie.
Obiekt zakładał równoczesne funkcjonowanie 4 różnych stref użytkowych:
- strefy cichej rekreacji;
- strefy noclegowej, w skład której wchodzić miały 1, 2 i 3-osobowe pokoje z oknami na południe, z samodzielnym węzłem sanitarnym, wbudowanymi szafami, loggiami itd.;
- strefy gospodarczej w formie pasażu, w której miały znaleźć się m.in.: kuchnia, pralnia, kotłownia, magazyny i mieszkania dla personelu;
- strefy rekreacji obejmującej m.in.: basen kąpielowy, kawiarnię, boiska sportowe, świetlice, kluby, kasyno i kino;

oraz realizację budowy drogi dojazdowej do obiektu, parkingów oraz gondolowej kolejki linowej.
Ośrodek wczasowy Orle Gniazdo  (również: Dom wczasowy Orle Gniazdo), wzniesiony na szczycie wzgórza na wysokości 660 m n.p.m., na stoku po stronie północnej drogi łączącej Szczyrk z Salmopolem, wyróżniał się odmiennym typem lokalizacji budynku w krajobrazie na tle pozostałych obiektów o charakterze uzdrowiskowym i wypoczynkowym, wznoszonych w latach 60. i 70. XX wieku.
Obiekt został oddany do użytkowania pod koniec lat 70. XX wieku.

## Orle Gniazdo aktualnie
Centrum Kongresów i Rekreacji Orle Gniazdo to 6-kondygnacyjny obiekt mierzący około 270 metrów długości, w którym mieści się m.in.:
- 270 pokoi 1, 2, 3 i 4-osobowych z łazienkami, TV i widokami na panoramę Beskidu Śląskiego (w tym na najwyższy szczyt – Skrzyczne), w których z oferty noclegowej może skorzystać jednocześnie ponad 550 osób;
- 14 sal konferencyjnych zlokalizowanych na jednym poziomie;
- pierwszy w Szczyrku namiot sferyczny;
- 4 punkty gastronomiczne, tj.: Restauracja Orle Gniazdo (największa restauracja w Szczyrku), Restauracja Huta Smaków, Bar 6. Piętro, Klubokawiarnia Retrospektywa, Grill Bike Bar;
- hall widokowy o łącznej powierzchni ponad 800 m²;
- atrakcje dla dzieci i dorosłych, w tym prawdopodobnie najwyżej położone wolnostojące szachy w Polsce (660 m n.p.m.)[3].

W Orlim Gnieździe odbywają się cyklicznie liczne wydarzenia kulturalne, w tym m.in. Mistrzostwa Polski Juniorów w szachach. W 2017 roku meta trzeciego etapu Tour de Pologne została zlokalizowana tuż przy obiekcie.
W grudniu 2016 r. udziały w "Centrum Kongresów i Rekreacji Orle Gniazdo Szczyrk Sp. z o.o." nabył FIZ Vesta.
Orle Gniazdo położone jest na szlaku turystycznym PTTK niebieskim i czarnym na Klimczok oraz Skrzyczne, w bezpośrednim sąsiedztwie Sanktuarium Matki Bożej Królowej Polski z cudownym źródełkiem.
W okresie 2021-2024 obiekt został przebudowany na hotel 4-gwiazdkowy hotel Mercure Szczyrk Resort. Hotel Mercure Szczyrk Resort jest najdłuższym hotelem w Europie.